# 龙河镇 (宿迁市)
龙河镇，是中华人民共和国江苏省宿迁市宿城区下辖的一个乡镇级行政单位。
2021年3月2日，撤销龙河镇、罗圩乡，设立新的龙河镇。以原龙河镇、罗圩乡的行政区域为新的龙河镇行政区域。

## 行政区划
龙河镇下辖以下地区：
朱大兴社区、龙集社区、夹河村、双蔡村、大罗村、桥庄村、姚庄村、沈桥村、陈圩村、挑沟村、戚圩村、董王村和和平村。